# Tamiasciurus fremonti
Tamiasciurus fremonti is een zoogdier uit de familie van de eekhoorns (Sciuridae). De wetenschappelijke naam van de soort werd voor het eerst geldig gepubliceerd door Audubon & Bachman in 1853. De soort werd in 2016 afgesplitst van de Amerikaanse rode eekhoorn (Tamiasciurus hudsonicus).

## Voorkomen
De soort komt voor in de zuidwesten van de Verenigde Staten, in de staten Arizona, Colorado, New Mexico en Utah.